# Yuetang (sockenhuvudort i Kina, Jiangsu Sheng, lat 32,40, long 119,08)
Yuetang (kinesiska: 月塘, 月塘乡) är en sockenhuvudort i Kina. Den ligger i provinsen Jiangsu, i den östra delen av landet, omkring 46 kilometer nordost om provinshuvudstaden Nanjing. Antalet invånare är 26 076. Befolkningen består av 12 952 kvinnor och 13 124 män. Barn under 15 år utgör 9,0 %, vuxna 15-64 år 77 %, och äldre över 65 år 13,0 %.
Runt Yuetang är det tätbefolkat, med 735 invånare per kvadratkilometer. Närmaste större samhälle är Zhenzhou, 16,2 km sydost om Yuetang. Trakten runt Yuetang består till största delen av jordbruksmark.
Genomsnittlig årsnederbörd är 1 277 millimeter. Den regnigaste månaden är juli, med i genomsnitt 262 mm nederbörd, och den torraste är december, med 31 mm nederbörd.